# Tešanj
Tešanj település Bosznia-Hercegovinában. 230 méter magasságban található. 2013-ban 5257 lakosa volt.

## Népesség
| ÉV          | 2013       | 1991         | 1981         | 1971         |
| Népesség    | 5257       | 5621         | 5253         | 3901         |
| bosnyák     | 5095 (97%) | 4651 (82,7%) | 4376 (83,3%) | 3489 (89,4%) |
| horvát      | 76 (1,4%)  | 206 (3,6%)   | 160 (3%)     | 174 (4,4%)   |
| N. A.       | 45 (0,9%)  |              |              |              |
| szerb       | 25 (0,5%)  | 293 (5,2%)   | 248 (4,7%)   | 201 (5,1%)   |
| montenegrói | 6 (0,1%)   |              | 12 (0,2%)    | 9 (0,2%)     |
| egyéb       |            |              |              |              |

## Nevezetességei
Az erődje az ország egyik legjelentősebb és legnagyobb vára; melynek területe 6296 m². 2003 júliusában az ország nemzeti műemlékévé nyilvánították.
Egyéb látnivalói: mecsete és konak épületei.
| Építmény                                   | Építés               | Megjegyzés                                              | Fotó |
| ------------------------------------------ | -------------------- | ------------------------------------------------------- | ---- |
| Gazi Ferhad Bey-mecset (Čaršijska džamija) | 1564                 | Mecset, türbe, kút és egy díszes veranda található itt. |      |
| Eminagić konak                             | 19. század első fele | Konak                                                   |      |
| Erőd                                       | Középkor, oszmán-kor |                                                         |      |
| Mufti konak                                | ?                    | Konak                                                   |      |

## Galéria

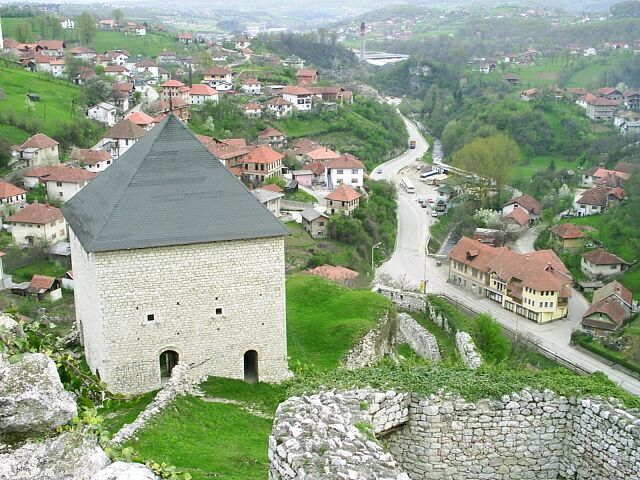
Városkép
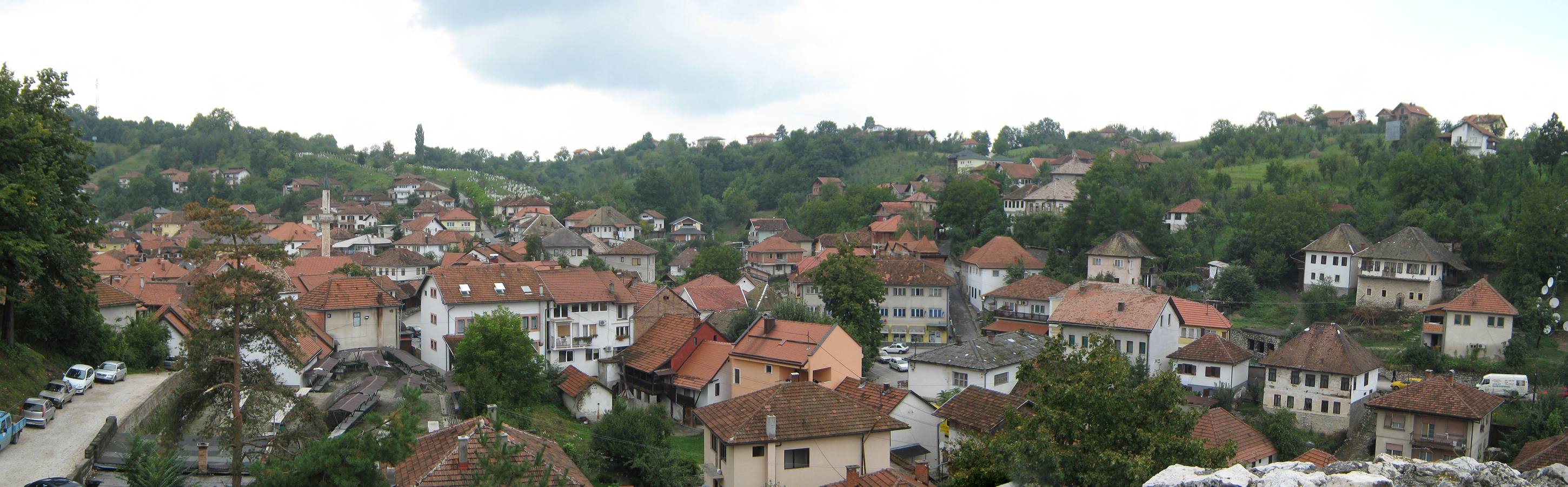
Kilátás az erődből
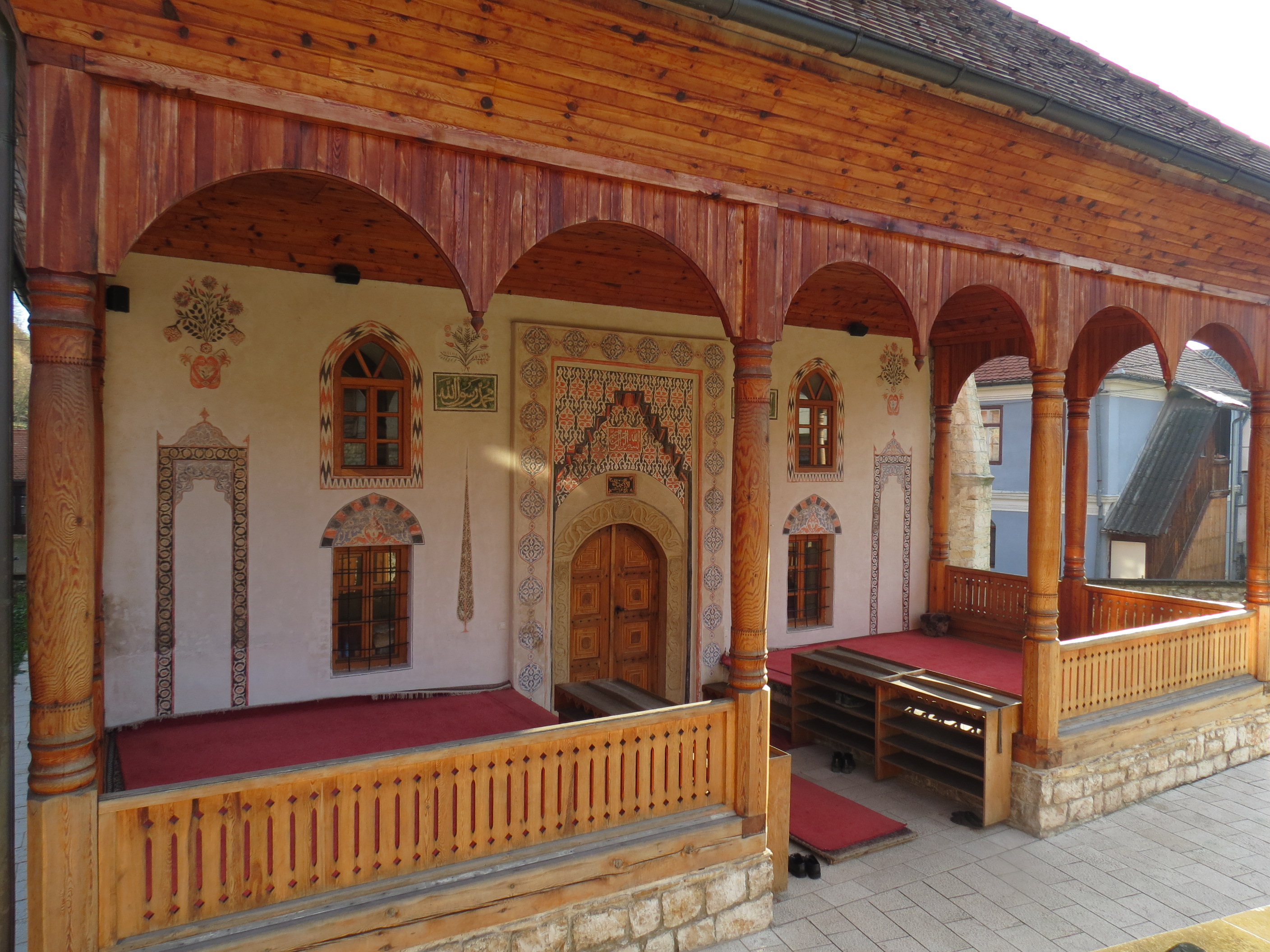
A mecset verandája
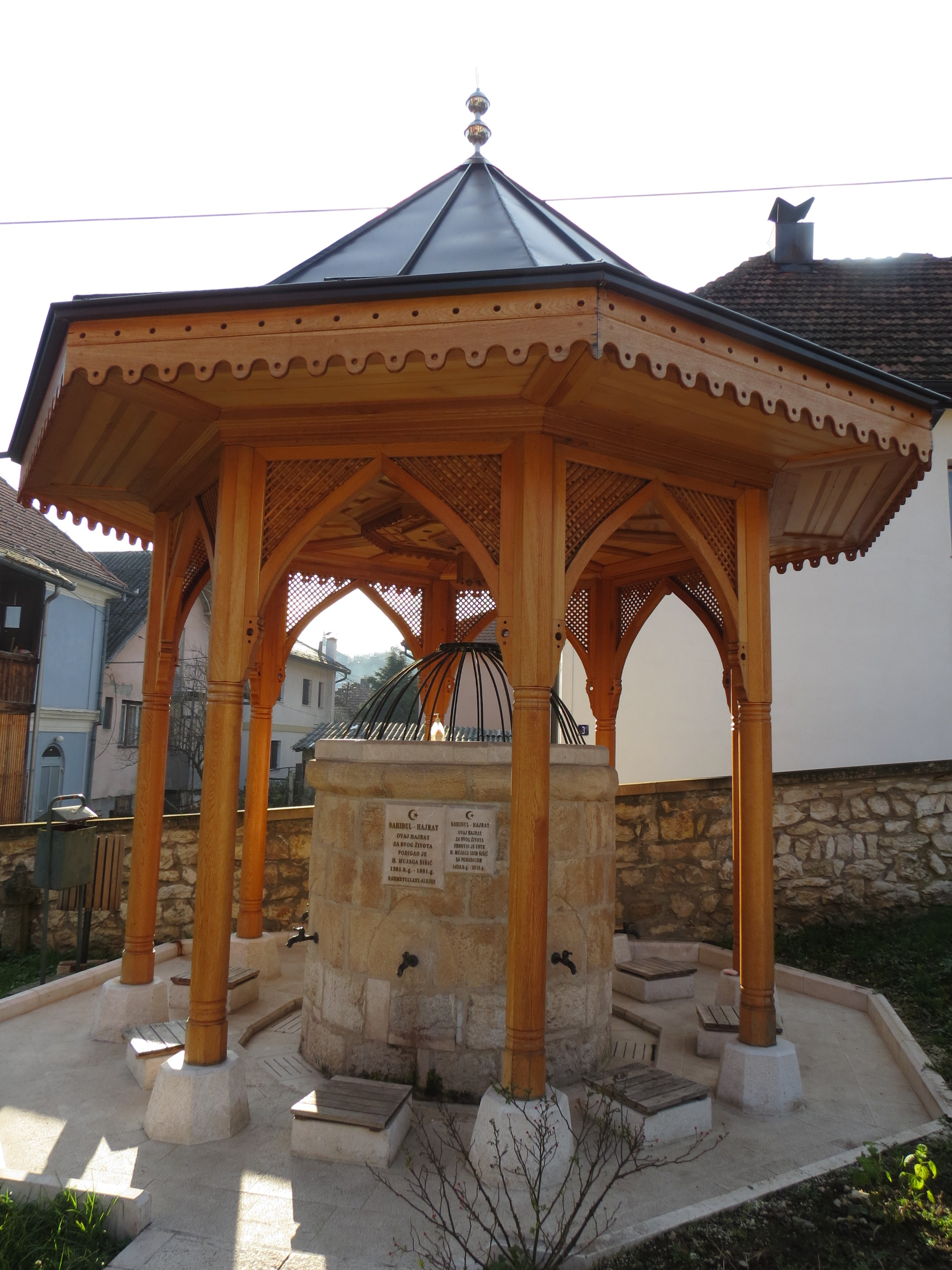
Iszlám stílusú kút a mecsetnél
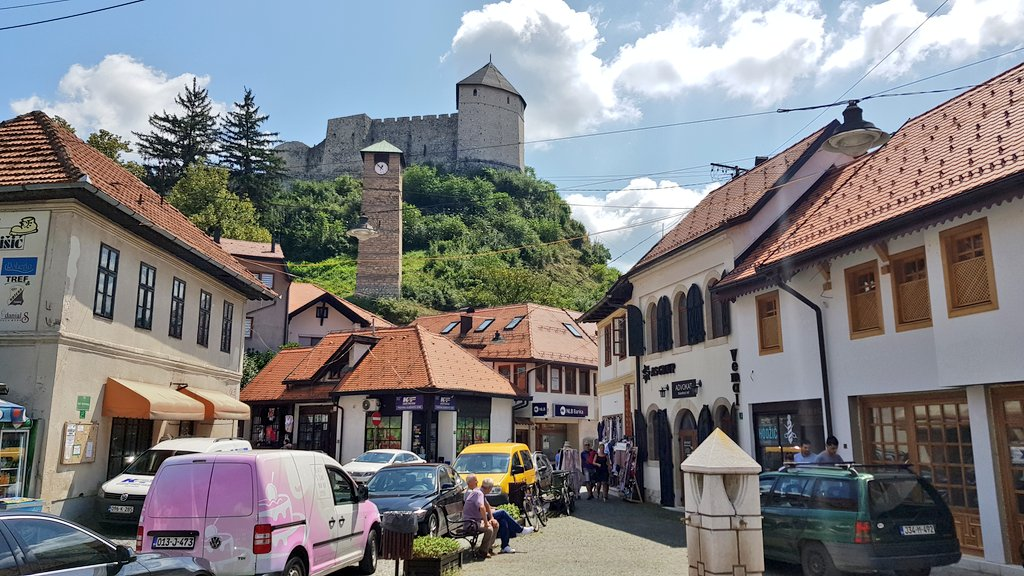
A település az erőddel
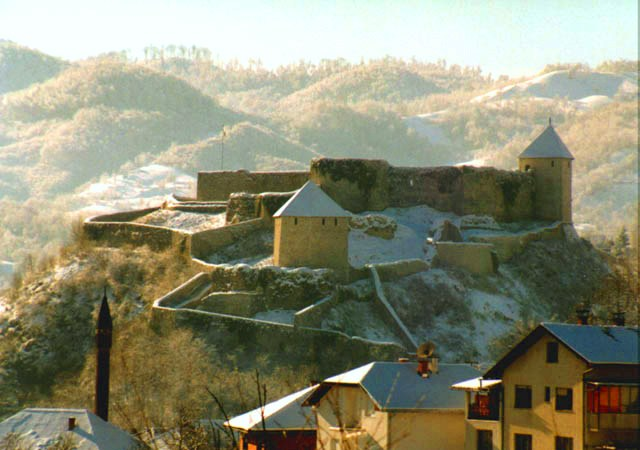
Az erőd télen

## Fordítás
- Ez a szócikk részben vagy egészben  a   Tešanj című angol Wikipédia-szócikk fordításán alapul.  Az eredeti cikk szerkesztőit annak laptörténete sorolja fel. Ez a jelzés csupán a megfogalmazás eredetét és a szerzői jogokat jelzi, nem szolgál a cikkben szereplő információk forrásmegjelöléseként.
- Ez a szócikk részben vagy egészben  a   Monuments_nationaux_de_Tešanj című francia Wikipédia-szócikk fordításán alapul.  Az eredeti cikk szerkesztőit annak laptörténete sorolja fel. Ez a jelzés csupán a megfogalmazás eredetét és a szerzői jogokat jelzi, nem szolgál a cikkben szereplő információk forrásmegjelöléseként.